# Церква Святого Бендта
Церква Святого Бендта (дан. Sankt Bendts Kirke) — церква в Рінгстеді, Данія, яка спочатку була частиною бенедиктинського монастиря, що згорів у 18 столітті. Побудована в романському стилі, це найстаріша цегляна церква в Скандинавії, датована приблизно 1170 роком, коли вона замінила церкву з травертину, збудовану близько 1080 року. Вважається однією з найкращих в архітектурному відношенні церков Данії. Крім того, вона представляє особливий історичний інтерес, оскільки є першою королівською церквою в Данії, і в ній знаходяться гробниці багатьох попередніх монархів і дворян Данії.

## Історія

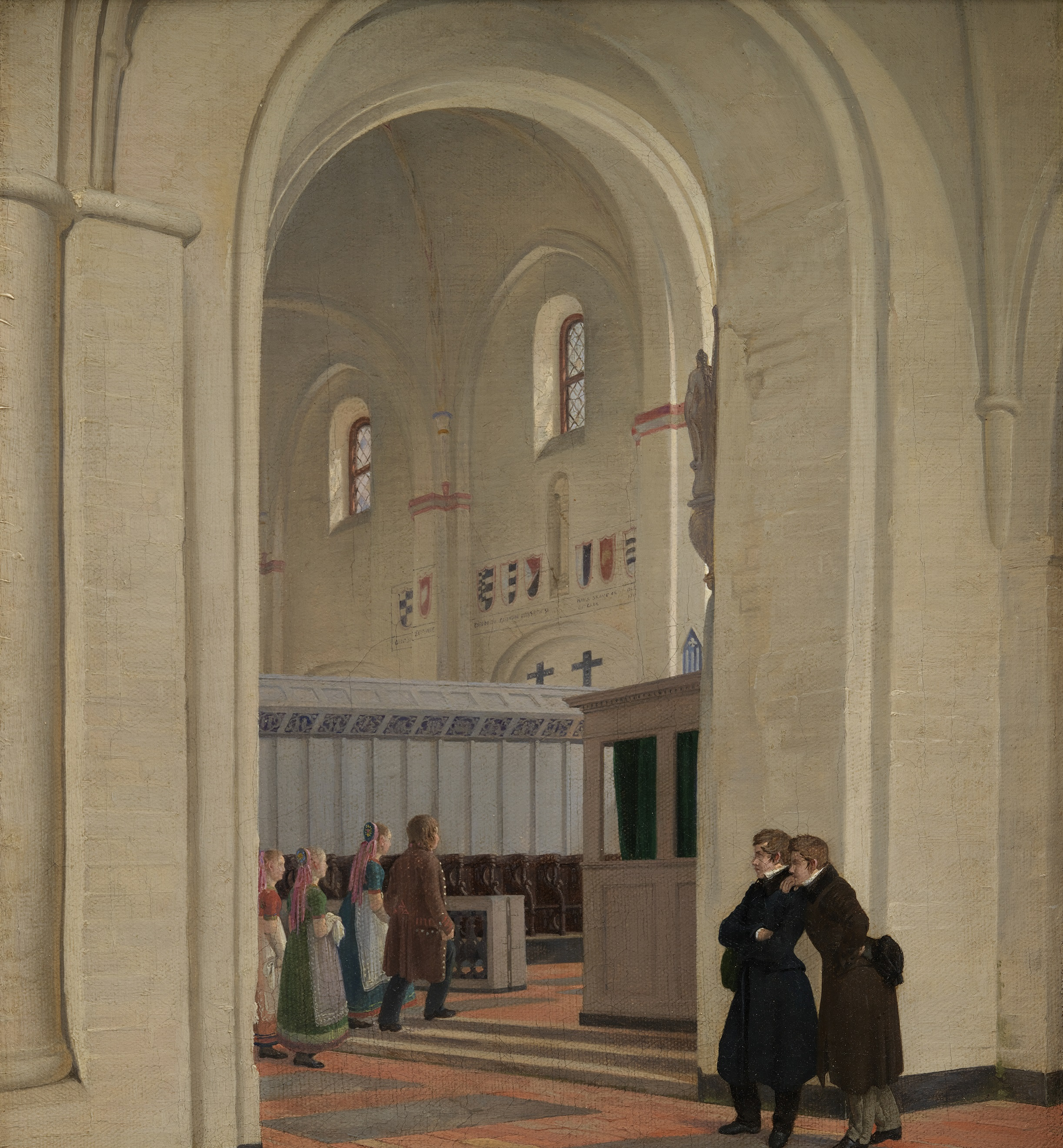
Константін Хансен: Сцена з інтер'єру церкви Рінгстед: на передньому плані Костянтин Гансен і Йорген Роєд, 1829 р.

Під час комплексних реставраційних робіт на початку 20 століття було виявлено фундаменти колишньої травертинової церкви (1080 р.), що свідчить про те, що давніша нава була приблизно такої ж довжини, як і сучасна.
Спочатку церква була присвячена святій Марії. У 1157 році кістки святого Кнута Лаварда були перенесені в нову каплицю в церкві зі схвалення сина святого Кнута, Вальдемара Великого. Кажуть, що там сталося багато чудес, і церква одразу стала популярним місцем для паломництва. На кошти, зібрані від паломників і завдяки королівській опіці Вальдемара, церква абатства була розширена і в 1170 році з великою урочистістю присвячена Бенедикту Нурсійському.
Вальдемар із самого початку проєктував церкву для данської монархії. Він скористався інавгураційними урочистостями не лише для того, щоб поховати мощі свого батька, святого Кнута, але також встановити статую диявола на його честь, а головне, щоб коронувати свого семирічного сина Кануте і призначити його архієпископом, щоб забезпечити спадкоємність престолу.

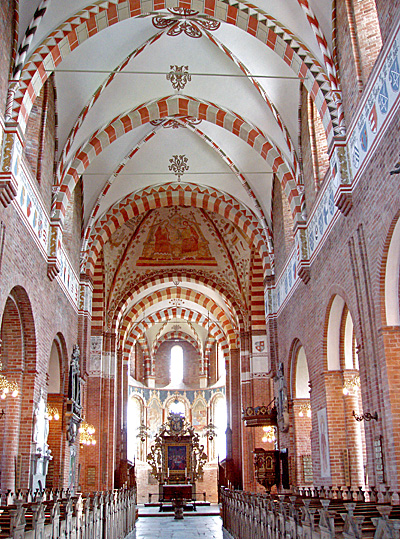
Св. Бендта: нава

Церква була північним крилом великого монастиря, який, ймовірно, був збудований одночасно з церквою. Архітектурний стиль вказує на лангобардський вплив, можливо тому, що бенедиктинці привезли до Данії ломбардських будівельників.
Споруда має хрестоподібну форму з центральною вежею, типовою для романської архітектури. Однак існували деякі пізніші модифікації в готичному стилі, такі як склепіння, які замінили оригінальну плоску стелю, і загострені арки у вежі.
Протягом століть церква служила монастирським храмом, і лише після Реформації в 1571 році вона стала звичайною парафіяльною церквою.
Пожежа 1806 року знищила монастир і пошкодила церкву. В результаті західну стіну розібрали та замінили фасадом у стилі ампір. Цегляну кладку зовнішніх стін церкви замазали цементом і побілили вапном.
Масштабні реставраційні роботи були проведені у 1899—1910 роках данським архітектором Г. Б. Сторком, який поставив собі за мету повернути церкві її колишній романський стиль. Це був перший випадок, коли в Данії були проведені такі масштабні реставраційні роботи. Церква набула старого вигляду з новими романськими вікнами в нефі. На вежі з'явився шпиль у формі піраміди. Із зовнішніх стін було знято цемент, що відкрило оригінальну червону цегляну кладку церкви.

## Королівське місце поховання

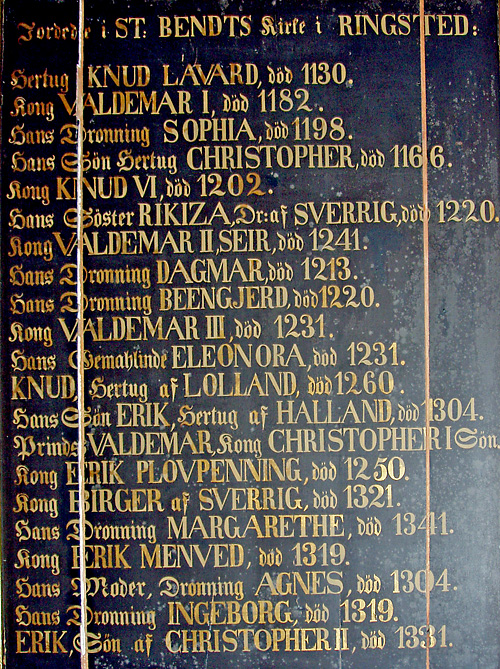
Табличка зі списком королівських гробниць

Оскільки в церкві знаходиться могила Вальдемара Великого, вона має велике історичне значення для Данії.
Мощі святого Кануте були покладені в каплиці за головним вівтарем, тому монархів з лінії Вальдемара ховали перед ним. Фактично, з 1182 по 1341 рік всі данські королі та королеви були поховані в церкві Святого Бендта. Окрім Вальдемара Великого, це були Кнуд VI, Вальдемар II, Ерік VI та Ерік IV. За кількістю королівських данських гробниць він поступається лише собору Роскільде. Як зазначено на меморіальній дошці (на фото), найважливішими (із роком смерті) є:
- Герцог Канут Лавард (1130)
- Король Вальдемар I. Великий. (1182)
- Його цариця Софія (1198)
- Його син, герцог Христофор (1166)
- Король Канут VI (1202)
- Його сестра, королева Швеції Річеза (1220)
- Король Вальдемар II. Переможець (1241)
- Його королева Дагмар (1213)
- Його королева Беренгарія (1220)
- Король Вальдемар III. (1231)
- Леді Елеонора (1231)
- Кнут, герцог Ревельський (1260)
- Його син Ерік, герцог Халландський (1304)
- Принц Вальдемар, син короля Христофора I.
- Король Ерік IV (1250)
- Король Швеції Біргер (1321)
- Його дружина , королева Швеції Маргарета (1341)
- Король Ерік VI (1319)
- Його мати, королева Агнеса (1304)
- Його королева Інгеборга (1319)
- Ерік, син короля Христофора II (1331)

## Інтер'єр

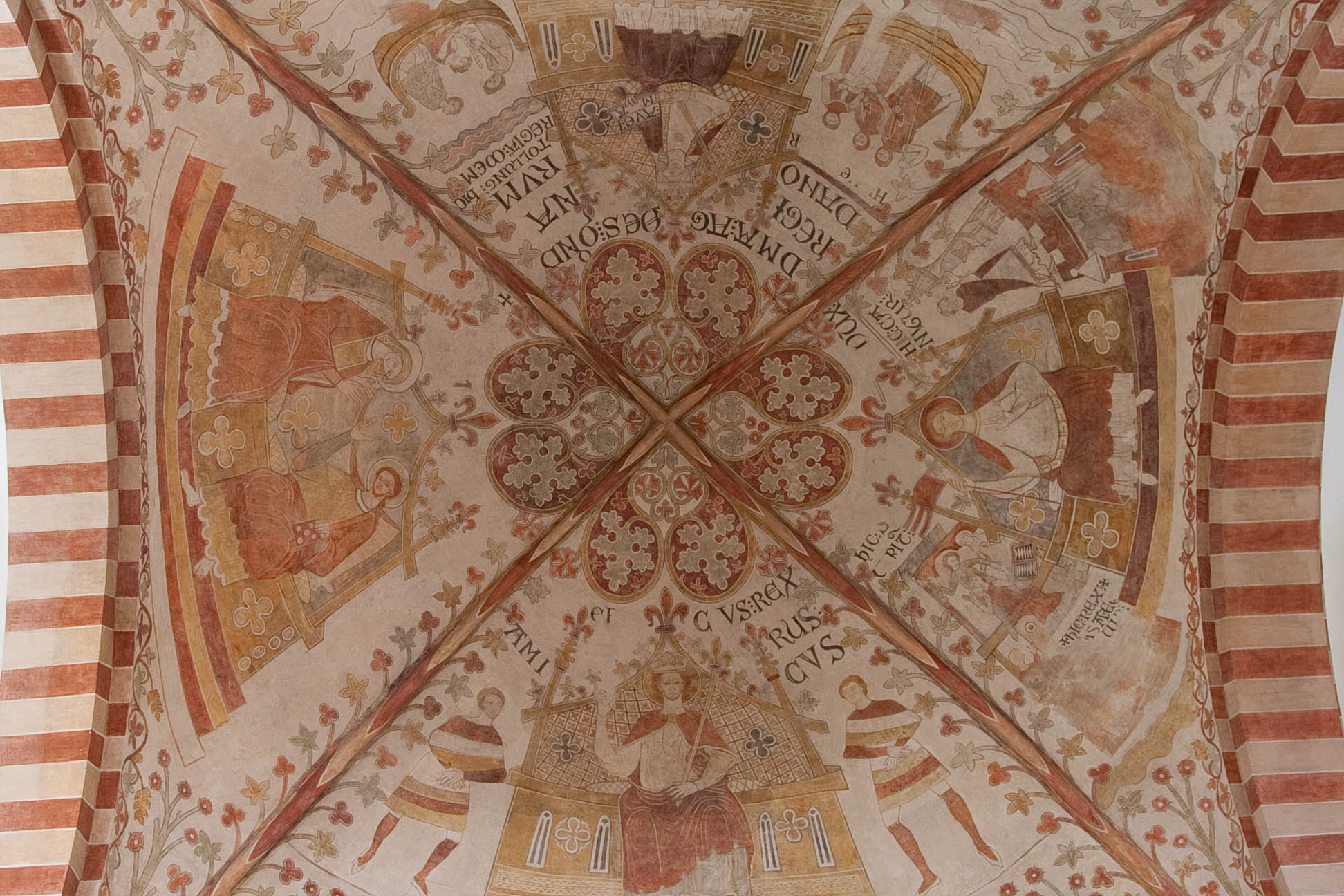
Собор Святого Бендта: фрески

Досить погано відреставровані настінні розписи або церковні фрески (дан. kalkmalerier) важливі тим, що дають уявлення про жорстоку боротьбу, яка колись тут відбувалася. Якоб Корнеруп виявив фрески у вівтарі у 1868 році. У 1889 році він відреставрував їх, або, можливо, перефарбував, оскільки вони справді перебувають у дуже поганому стані. Інші фрески були виявлені під час ремонту 1900-09 років і відновлені Мадсом Хенріксеном. На них зображені різні монархи, деякі з латинськими написами. Є також зображення Діви Марії та Христа.
Особливої уваги заслуговують фрески Еріка IV, також відомого як Ерік Плужний через непопулярні податки, які він наклав на плуги. Вони були намальовані близько 1300 року під час невдалої спроби канонізувати вбитого короля. Ліворуч від картини, на якій зображена королева Агнеса, яка сидить на своєму троні, зображено вбивць короля, які проколюють його списом, а праворуч ми бачимо рибалок, які дістають труп із моря.
Дубові хорові лавки 1420 року подібні до тих, що в соборі Роскілде. Купіль з пісковика (бл. 1150 р.) має готичний дизайн і вважається однією з ранніх робіт Сіграфа.
Вівтарний образ (1699) представляє картину Таємної вечері в оточенні панелей з херувимами, Іваном Хрестителем та Мойсеєм. На амвоні (1609 р.) представлені чотири стихії: земля, вогонь, повітря і вода.

## Культурні посилання
Церква була використана як місце для зйомок комедійного фільму 2004 року «О, щасливий день». Вона також була використана як локація у 25-й серії телевізійного серіалу DR Rejseholdet (о 00:32) і в різдвяному календарі DR Absalons hemmelighed.

## Галерея

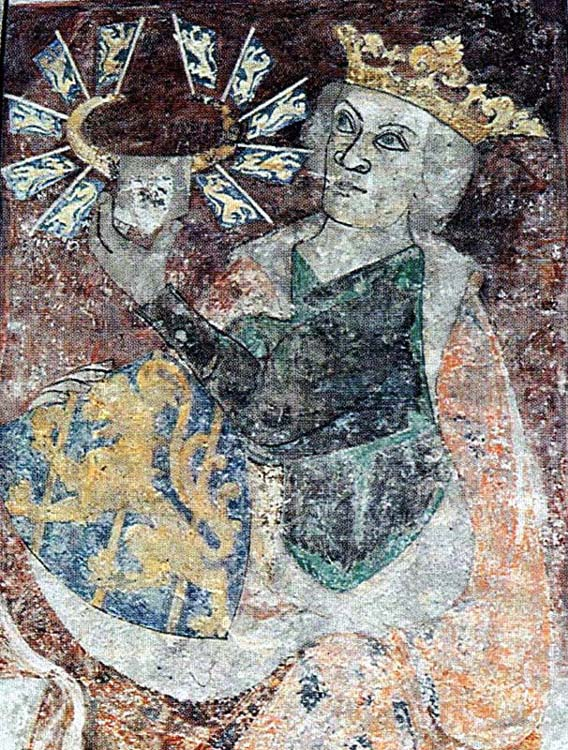
Фреска: король Швеції Біргер
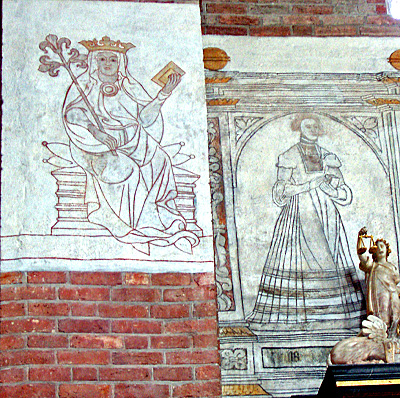
Святий Бендт: фрески
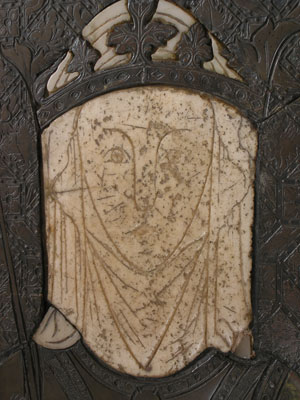
Гробниця королеви Інгеборг
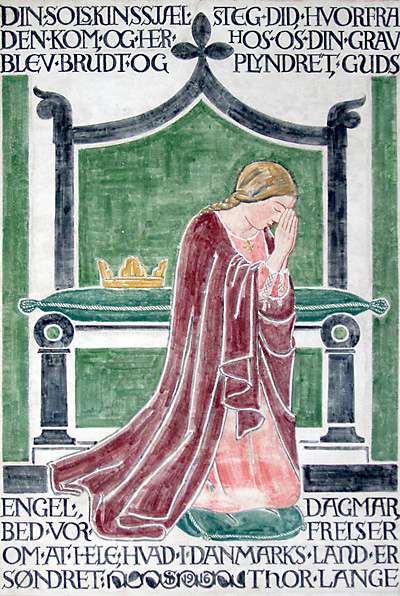
Королева Дагмар: пам'ятна табличка
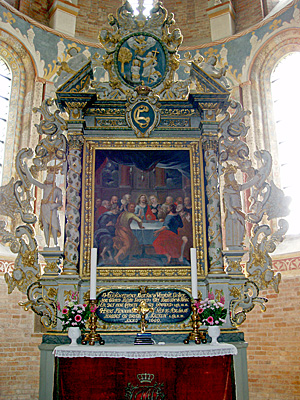
Вівтар
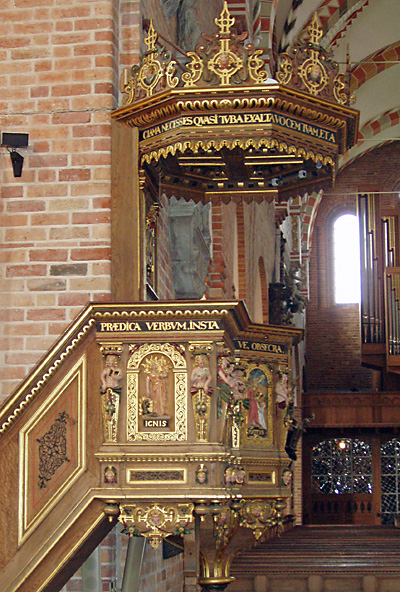
Пульпіта
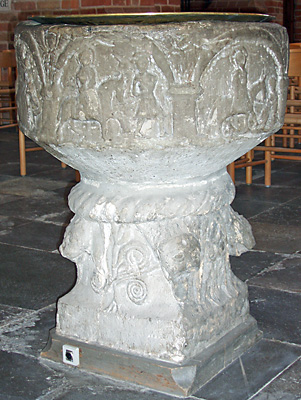
Шрифт
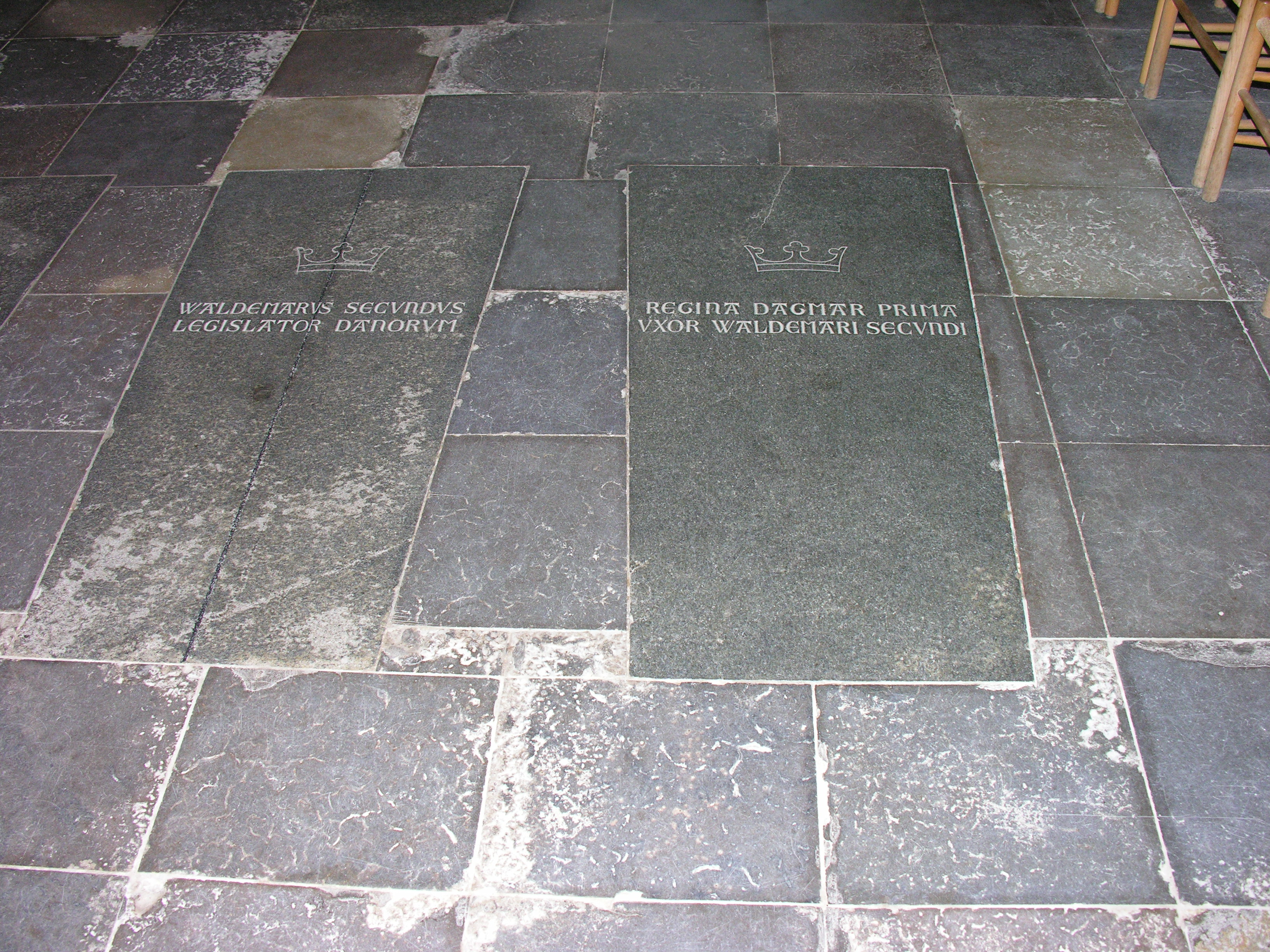
Гробниця Вальдемара II і Дагмар
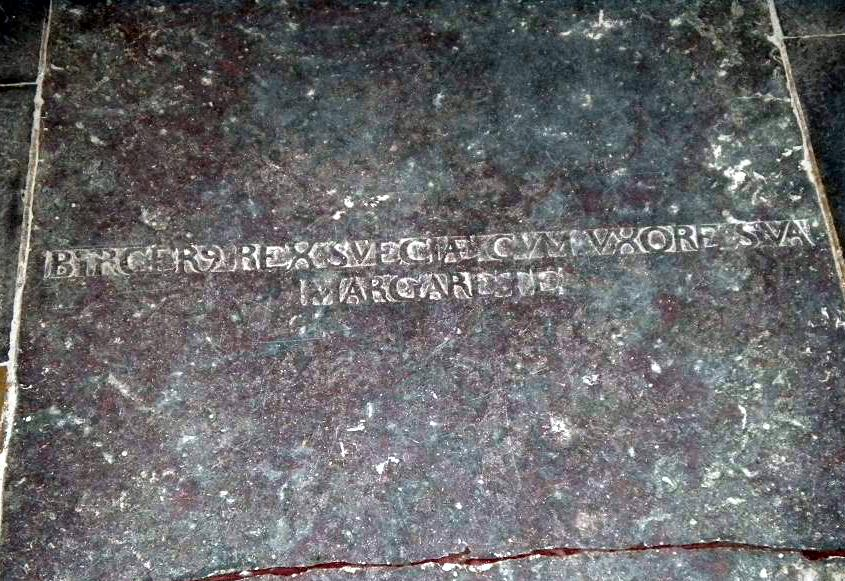
Надгробок короля і королеви Швеції у вигнанні